# ام‌اس رومانتیکا
ام‌اس رومانتیکا (به انگلیسی: MS Romantika) یک کشتی است که طول آن ۱۹۲٫۹۰ متر (۶۳۲ فوت ۱۰ اینچ) می‌باشد. این کشتی در سال ۲۰۰۱ ساخته شد.